# Marlon Wessel
Marlon David Wessel Masannek (Múnich, Alemania, 23 de abril de 1991) es un joven actor alemán. Sus aficiones son el snowboard, fútbol... 
Su padre es Joachim Masannek, el autor de la serie de libros Las fieras fútbol club, en cuya película Die Wilden Kerle (Las Fieras), Marlon, coparte escena con su hermano en la vida real Leon Wessel Masannek. Marlon interpreta a Maximilian llamado Maxi que a lo largo de las entregas, tiene un hermanastro Nerv (Nick Romeo Reimann).
Le gustaban mucho las nueces con helado de chocolate. Actualmente vive en Múnich.

## Películas
- 2003 - La panda del patio - Maxi.
- 2005 - Las Fieras F.C. 2 - Las fieras fútbol club - Maxi.
- 2006 - Las Fieras F.C. 3 - El ataque de las vampiresas - Maxi.
- 2007 - Las Fieras F.C. 4 - El ataque de las luces de plateadas - Maxi.
- 2008 - Las Fieras F.C. 5 - Más allá del horizonte - Maxi.
- 2016 - Las Fieras F.C. 6 - La Leyenda de la vida - Maxi.

Ha grabado junto a Jimi Blue, Sarah Kim Gries, Leon Wessel-Masannek, Wilson Gonzalez, Raban Bieling, Kevin Ianotta, Nick Romeo Reimann, Janina Fautz y Konrad Baumann.
- Datos: Q98267